# برمجية رديئة
البرمجيات الرديئة[بحاجة لمصدر] أو البرمجيات المنوعة أو شوفلوير (بالإنجليزية: Shovelware)‏ هو مصطلح يشير إلى رزم برمجيات لُوحظت بشكل أكبر لكمية ما يتم تضمينه بدلاً من الجودة أو الفائدة.
الصورة المجازية تشير إلى أن الصانعين أظهروا القليل من الاهتمام بجودة البرنامج الأصلي، كما لو أن التجميع أو الإصدار الجديد قد تم إنشاؤه عن طريق إضافة عناوين عشوائية «بواسطة المجرفة» بنفس الطريقة التي يقوم بها شخص ما بجرف مواد بالجملة في كومة. ومصطلح «شوفلوير» صيغ بالتشابة الدلالي لعبارات مثل شيروير وفريوير، التي تصف طرق تصنيف البرمجيات. ظهرت في أوائل التسعينيات لأول مرة عندما تم نسخ كميات كبيرة من البرمجيات التجريبية على أقراص مضغوطة واعلن عنها في المجلات أو بيعت في أسواق السلع المستعملة للكمبيوتر.

## اقراص شوفلوير المضغوطة
كتبت كمبيوتر غيمنغ وولد في عام 1990 من اجل «أولئك الذين لا يرغبون في الانتظار» برنامج يستخدم التنسيق الجديد للقرص المضغوط، خططت ذا سوفتوير توول ووركس واكسس سوفتوير لإصدار «حزم ألعاب من بعض العناوين الكلاسيكية». بحلول عام 1993، أشارت المجلة إلى برنامج معاد تجميعة على قرص مضغوط باسم «شوفلوير»، ووصفت إحدى مجموعات اكسس سوفتوير بأنها تحتوي على «قائمة قديمة نوعاً ما» وأخرى من ذا سوفتوير توول ووركس بأنها («الملك المتحكم لجهود إعادة تجميع البرمجيات») على أنها تحتوي العاب كانت «متواضعة غالبا حتى في بداياتهم»؛ الاستثناء الوحيد، تشيس ماستر 2000 ، استخدم «رسومات CGA رائعة». في عام 1994، وصفت المجلة شوفلوير بأنها «برامج قديمة و / أو ضعيفة تم وضعها على قرص مضغوط لكسب المال السريع».
بالرغم من وجود تجميعات ذات جودة سيئة منذ جيل BBS على الأقل، أصبح مصطلح «شوفلوير» شائع الاستخدام في أوائل التسعينيات لوصف الأقراص المضغوطة التي تتضمن تجميعات من البرمجيات المشتركة أو برامج المجال العام. كانت سعة القرص المضغوط 450-700 ضعف سعة القرص المرن، و 6-16 مرة أكبر من الأقراص المضغوطة التي يتم تثبيتها عادة لأجهزة الكمبيوتر الشخصية في عام 1990. تعني هذه السعة الهائلة أن القليل من المستخدمين سيقومون بتثبيت محتويات القرص بأكملة، مما يشجع الصانعين على ملئها من خلال وضع أكبر كمية ممكنة من المحتوى الموجود، غالبًا دون اعتبار لجودة المادة. الإعلان عن اعداد العناوين الموجودة على القرص غالباً ما يكون لها الافضلية على جودة المحتوى. مراجعو البرامج، غير راضين عن كميات هائلة من الجودة المتضاربة، أطلقوا على هذه الممارسة اسم «شوفلوير». تحتوي بعض اقراص الكمبيوتر المضغوطة على ألعاب ذات حجم معتدل لا تملأ القرص، مما مكّن الشركة المصنعة من تجميع إصدارات تجريبية لمنتجاتها الأخرى على نفس القرص.
انخفض معدل تفشي شوفلوير بسبب ممارسة تنزيل البرامج الفردية من متجر تطبيقات مختار أو كراودسورسينق ليصبح الوضع السائد لتوزيع البرامج. يستمر في بعض الحالات مع الحزم أو البرامج المثبتة مسبقًا، حيث يتم وضع العديد من البرامج الإضافية ذات الجودة والفائدة المريبة مع قطعة من الأجهزة.

## ألعاب الفيديو شوفلوير
الألعاب ذات الميزانية المنخفضة وذات الجودة الرديئة والتي تم إصدارها على أمل أن يتم شراؤها من قبل العملاء الغير مرتابين، غالبًا ما يشار إليها باسم «شوفلوير» وذلك يمكن أن يؤدي إلى مشكلات مرتبطةبقابلية الاكتشاف عندما لا يخضع البرنامج الأساسي لمراقبة الجودة. اُصدر العديد من الأمثلة المعروفة لـمنصة وي، بما في ذلك منافذ من العاب بلايستيشن 2 التي تم إصدارها سابقًا في أوروبا فقط. اكتسبت أربع ألعاب من تصميم البيانات التفاعلي (data design interactive) على وجه الخصوص، Ninjabread Man و Anubis II و Myth Makers: Trixie in Toyland و Rock 'n' Roll Adventures ، اكتسبو سمعة سيئة لاستخدام نفس طريقة اللعب، فقط مع مستويات مختلفة من التصاميم والقوام. غالبًا ما تلقى ألعاب فيديو شوفلوير استقبالًا سلبيًا من النقاد واللاعبين.
تقلبات الأصول هي نوع من شوفلوير تستخدم بشكل كبير أو كلي أصولًا مسبقة الصنع من أجل إصدار الألعاب بشكل جماعي. اطلقت عليها شركة فالف اسم الألعاب «الوهمية»، وقد اُزيلت المئات من ستيم في عملية تطهير واحدة عام 2017 شملت Zonitron Productions و Silicon Echo Studios.

## روابط خارجية
- Alistair B. Fraser on Academic Shovelware
- Wired: On Wii Shovelware
- PC World: Make your new PC hassle free